# پارک ملی تامان نگارا
پارک ملی تامان نگارا  در سالهای ۱۹۳۸ و ۱۹۳۹ تحت نام پارک ملی جورج شاه ۴ در مالزی با وسعتی بیش از ۴۳۴۳ کیلومتر مربع افتتاح شد.
بعد از استقلال کشور مالزی به نام امروزی تغییر یافت که در زبان بومی مالایی بمعنای پارک یا جنگل ملی می‌باشد.
این جنگل در سه محدودهٔ ایالتی گسترده شده‌است : پاهنگ ، کلانتان  و ترنگانو . این جنگل در ایالت پاهنگ بیشترین وسعت را دارد که بالغ بر ۲۴۷۷ کیلومتر مربع می‌باشد.
این پارک به یکی از بزرگترین مراکز بوم‌گردی بدل شده‌است. جاذبه‌های متنوع زیست‌شناسی و زمین شناسی بسیاری در این محدوده به چشم می‌خورد. این محدوده خانهٔ برخی پستانداران کمیاب است مثل: ببر هندوچینی، کرگدن سوماترایی و گاو وحشی مالایی و فیل آسیایی.
رودخانهٔ تاهان که از میان این جنگل می‌گذرد توانسته نمونه کمیابی از ماهی مالایی را در خود حفظ کند.
از دیگر جاذبه‌های این منطقه می‌توان به پلهای معلق در جنگل و غارهای اطراف و بومینشین‌های منطقه اشاره کرد.
برای عکاسی و فیلمبرداری در این منطقه نیاز به کسب مجوز است و هتلها و اقامت‌گاه‌های متفاوتی در آن وجود دارد.